# Brephostoma
Brephostoma is een monotypisch geslacht van straalvinnige vissen uit de familie van diepwaterkardinaalbaarzen (Epigonidae).

## Soort
- Brephostoma carpenteri Alcock, 1889